# ملعب سان خوان ديل بايكينتيناريو
و ملعب كرة قدم يقع في سان خوان، الأرجنتين، يتسع لـ 25,286 متفرج.
ملعب سان خوان ديل بايكينتيناريو (بالإنجليزية: Estadio San Juan del Bicentenario)‏ هو ملعب يقع في مقاطعة بوسيتو في محافظة سان خوان في الأرجنتين. يتم استخدامه في الغالب لمباريات كرة القدم، وهو ملعب نادي سان مارتين دي سان خوان ونادي سبورتيفو ديسامبارادوس وأندية محلية أخرى. استُخدم الملعب أيضًا لإقامة مباريات كوبا أمريكا 2011. تم تصميم الملعب بسعة 25,286 متفرج وتطلب استثمارًا قدره 86 مليون بيزو أرجنتيني.  استضاف الملعب أيضًا مباريات اتحاد الرجبي ومباريات هوكي الميدان.

## التاريخ
افتتح الملعب في مارس 16, 2011.

## أهم الأحداث التي استضافها
- كوبا أمريكا 2011